# Акуне
Акуне́ (яп. 阿久根市 Акунэ-си) — город в Японии, находящийся в префектуре Кагосима. Площадь города составляет 134,30 км², население — 21 679 человек (1 августа 2014), плотность населения — 161,42 чел./км².

## Географическое положение
Город расположен на острове Кюсю в префектуре Кагосима региона Кюсю. С ним граничат города Сацумасендай, Идзуми и посёлок Нагасима.

## Население
Население города составляет 21 679 человек (1 августа 2014), а плотность — 161,42 чел./км². Изменение численности населения с 1980 по 2005 годы:
| 1980 | 29 527 чел. |  |
| 1985 | 29 185 чел. |  |
| 1990 | 27 869 чел. |  |
| 1995 | 27 506 чел. |  |
| 2000 | 26 270 чел. |  |
| 2005 | 25 072 чел. |  |

## Символика
Деревом города считается помело, цветком — Farfugium japonicum.